# Bol'šečernigovskij rajon
Il Bol'šečernigovskij rajon (in russo Большечерниговский район?) è un rajon dell'Oblast' di Samara, nella Russia europea. Istituito nel 1935, il suo capoluogo è Bol'šaja Černigovka.